# Cantieri Automobilistici Riuniti
Cantieri Automobilistici Riuniti war ein italienischer Hersteller von Automobilen.

## Unternehmensgeschichte
Das Unternehmen aus Palermo begann 1905 mit der Produktion von Automobilen. Der Markenname lautete CAR. 1906 endete die Produktion.

## Fahrzeuge
Im Angebot standen Kleinwagen, Tourenwagen, Rennwagen, Lieferwagen, Omnibusse und Motorboote. Die verschiedenen Motoren leisteten zwischen 7 und 20 oder 120 PS.